# Hans Cosmas Holzach
Hans Cosmas Holzach (* um 1518 in Basel; † 1595 in Schaffhausen) war ein Schweizer Arzt.

## Leben
Hans Cosmas Holzach, Sohn des Basler Arztes Eucharius Holzach, wurde 1559 Stadtarzt von Schaffhausen. Seit 1549 war er mit Gertrud von Waldkirch, der Tochter des Schaffhauser Bürgermeisters Hans von Waldkirch, verheiratet.